# Виль-сюр-Ретурн
Виль-сюр-Рету́рн (фр. Ville-sur-Retourne) — коммуна во Франции, находится в регионе Шампань — Арденны. Департамент коммуны — Арденны. Входит в состав кантона Жюнивиль. Округ коммуны — Ретель.
Код INSEE коммуны — 08484.
Коммуна расположена приблизительно в 165 км к востоку от Парижа, в 50 км севернее Шалон-ан-Шампани, в 50 км к юго-западу от Шарлевиль-Мезьера.

## Население
Население коммуны на 2008 год составляло 73 человека.
| 1962 | 1968 | 1975 | 1982 | 1990 | 1999 | 2008 |
| ---- | ---- | ---- | ---- | ---- | ---- | ---- |
| 81   | 101  | 96   | 92   | 99   | 88   | 73   |

## Экономика
В 2007 году среди 51 человека в трудоспособном возрасте (15—64 лет) 42 были экономически активными, 9 — неактивными (показатель активности — 82,4 %, в 1999 году было 62,5 %). Из 42 активных работали 41 человек (22 мужчины и 19 женщин), безработной была 1 женщина. Среди 9 неактивных 5 человек были учениками или студентами, 3 — пенсионерами, 1 был неактивным по другим причинам.

## Достопримечательности
- Церковь Сен-Мартен

## Фотогалерея

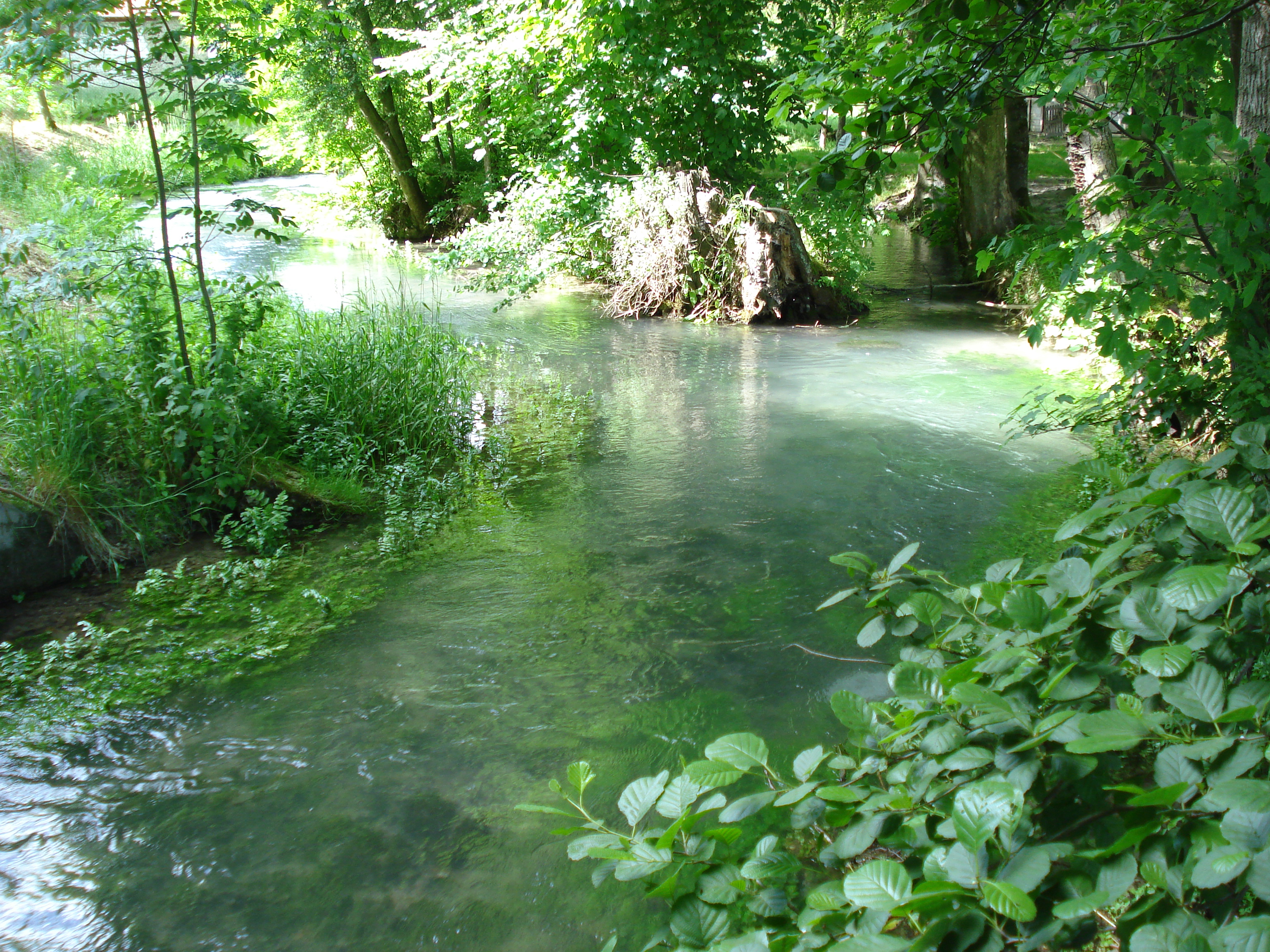
Река Ретурн
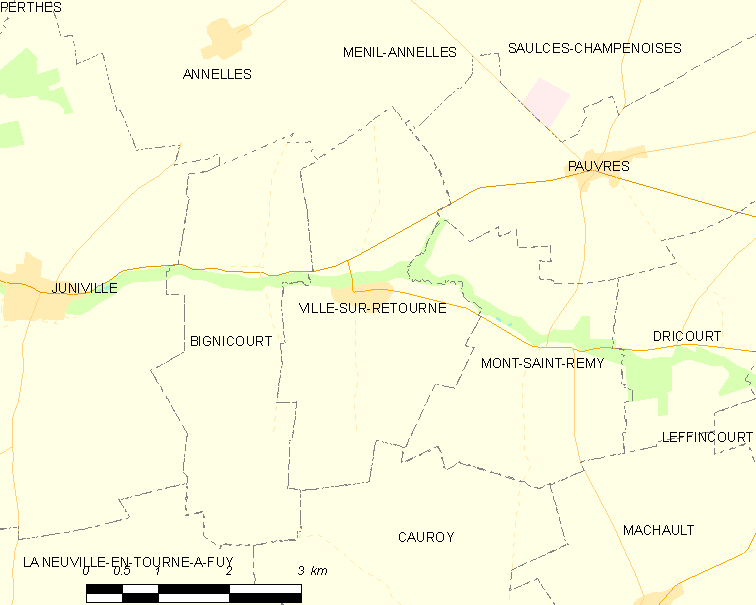
Карта коммуны